# Nathalie Skowronek
Pour les articles homonymes, voir Skowronek (homonymie).
Nathalie Skowronek est une écrivain belge née en 1973. Après une agrégation de lettres, elle travaille dans l’édition puis pendant sept ans dans le prêt-à-porter pour femmes. Elle collabore à différents projets éditoriaux et a notamment dirigé la collection La Plume & le Pinceau pour les éditions Complexe. Depuis 2016, elle enseigne à l'Atelier des écritures contemporaines de La Cambre/École nationale supérieure des arts visuels (Master Textes et création littéraire). Elle anime également l'atelier d'écriture du club Antonin Artaud, un centre de jour pour adultes souffrant de difficultés psychologiques.
En mars 2022, Nathalie Skowronek est élue à l'Académie royale de langue et de littérature françaises de Belgique au fauteuil de Jacques Crickillon.
Son roman, Karen et moi raconte la fascination d'une femme pour l'écrivaine danoise Karen Blixen. Il a fait partie des sélections du Prix Rossel des Jeunes, Prix Première, Grand Prix des lectrices de Elle et Prix des lecteurs du Télégramme.
Max, en apparence a été finaliste du Prix Rossel et lauréat du prix Félix Denayer 2013 de l'Académie royale de langue et de littérature française. Il brosse le portrait d'un rescapé d'Auschwitz parti refaire sa vie dans le Berlin d'après-guerre, à travers le regard de sa petite-fille.
Un essai, La Shoah de Monsieur Durand, est paru en 2015 aux éditions Gallimard. Il éclaire ce qu’est en train de vivre la quatrième génération de Juifs après Auschwitz. Sur le même sujet, une tribune est parue dans Le Monde du 10/11/2015. La Shoah de Monsieur Durand a obtenu le prix Lucien Malpertuis 2015 de l'Académie royale de langue et de littérature française.
Un monde sur mesure est paru en mars 2017 aux éditions Grasset. Il a été finaliste du Prix Rossel. La romancière, issue d'une lignée de tailleurs juifs, y raconte le monde de la confection, de l'atelier de ses ancêtres aux magasins de prêt-à-porter pour femmes. Elle est témoin de la transformation radicale du métier, du déclin du Sentier au profit des fournisseurs asiatiques, de l'émergence de nouveaux magasins de détail dans toute l'Europe.
La carte des regrets (Grasset, 2020) a reçu le Prix de Littérature de l'Union européenne (European Union Prize for Literature), le Prix Grenades-RTBF et a été finaliste du Prix Ouest-France Étonnants Voyageurs. L'ouvrage a été traduit en plusieurs langues.
La voix des Saules (Grasset, 2024) a reçu le prix Rossel des lecteurs 2024.

## Travaux critiques
- Arráez, José Luis, « Mémoire et intertexte dans la littérature de la 3e génération de la Shoah : Max, en apparence de Nathalie Skowronek », Textyles, nº 57, 2019, 173-184.
- Arráez, José Luis, « Nathalie Skowronek “à la recherche de Max” : construction littéraire et autométatextualité dans les ouvrages de la 3e génération de la Shoah », Scripta judaica cracoviensia, Cracovie, vol. 18, 2020. pp. 187–208.
- Arráez, José Luis, « Topographie de la mémoire de la Pologne dans Un monde à mesure de Nathalie Skowronek », in Przemysław Szczur (dir.), La Pologne des Belges : évolution d’un regard (XXᵉ–XXIᵉ siècles), Cracovia, Unum Press, 2021, pp. 333-344
- Bénit, André, « D’un monde sur mesure au tissage d’un monde à sa mesure Le défi relevé de Nathalie Skowronek », Intercâmbio: Revue d’Études Françaises. French Studies Journal, nº 12, 2019, pp. 143-193.